# LongPen
El LongPen és un tipus remot d'autopen o màquina de signar. Aquest dispositiu va ser ideat per l'escriptora canadenca Margaret Atwood el 2004 i va debutar el 2006. Permet a una persona escriure amb tinta de manera remota en qualsevol lloc connectat a Internet, mitjançant un dispositiu de pantalla tàctil que opera una mà robòtica. També pot suportar una conversa d'àudio i vídeo entre els punts finals, com ara un fan i un autor, mentre s'està signant un llibre.
El sistema va ser utilitzat pel magnat canadenc Conrad Black, que estava detingut, per "assistir" a un acte de signatura de llibres sense sortir de casa seva.